# Riyoko Ikeda

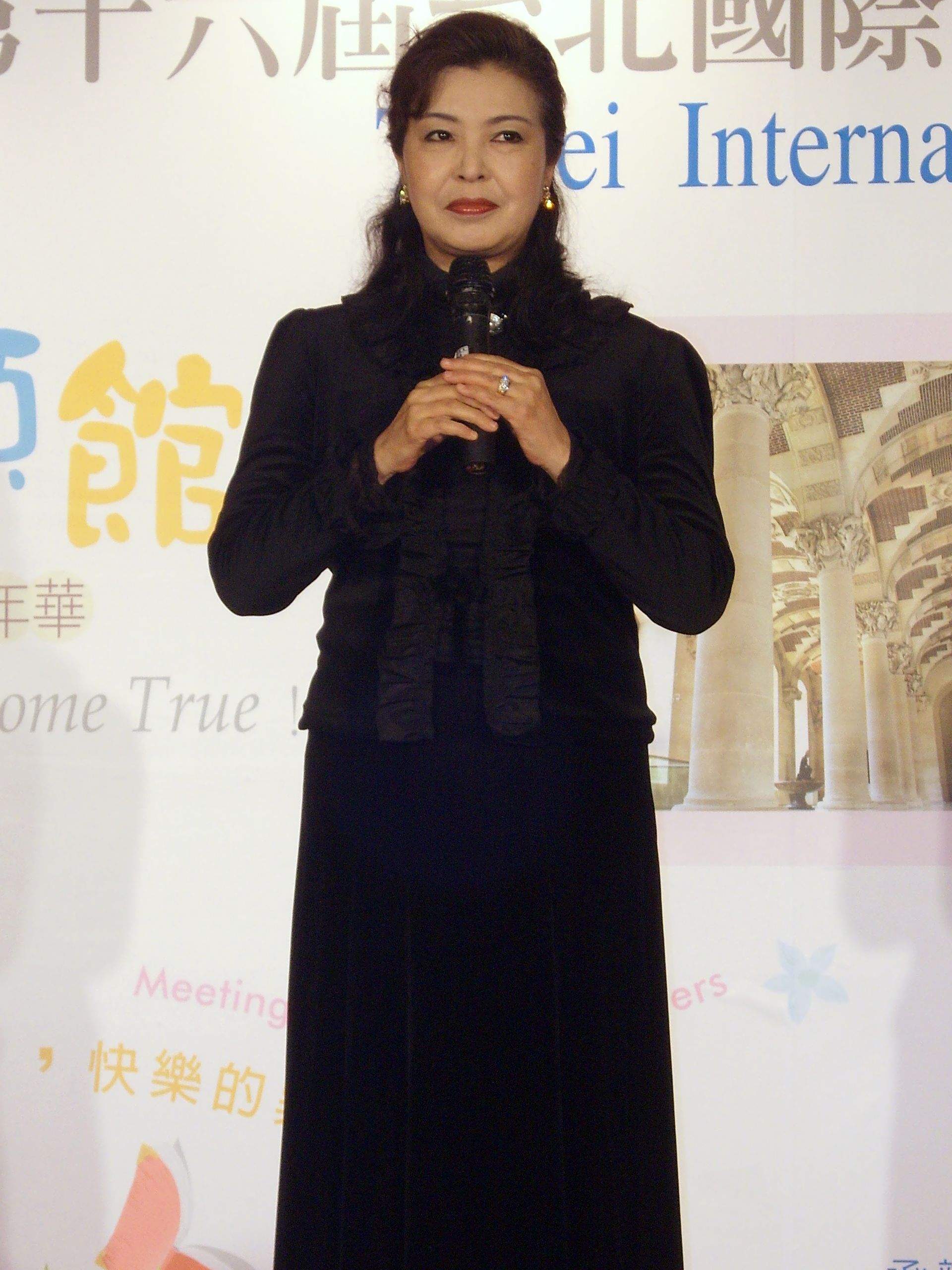
Riyoko Ikeda

Riyoko Ikeda (jap. 池田理代子 Ikeda Riyoko; ur. 18 grudnia 1947 w Osace) – japońska mangaka, twórczyni m.in. mangi Róża Wersalu. W Polsce także znanej z pozycji Aż do nieba – historii księcia Poniatowskiego i jednej z pierwszych mang przetłumaczonych na język polski.

## Twórczość
Riyoko Ikeda nie uczęszczała nigdy do szkoły plastycznej, choć – jak sama twierdzi – rysuje mangę od niepamiętnych czasów. 
W 1967 r. magazyn Shojo Friend opublikował jej pierwszą mangę noszącą tytuł Bara-Yashiki-no Shojo. Komiks cieszył się dużą popularnością, jak na debiutancką pracę, toteż autorka porzuciła studia w Wyższej Szkole Pedagogicznej w Tokio, aby móc rozpocząć karierą zawodową. 
Kolejnym sukcesem Ikedy stała się manga Róża Wersalu opublikowana na łamach tygodnika dla dziewcząt „Margaret”. Dzieło przyniosło autorce niemałą sławę i już po 6 latach Francuz Jacques Demy (twórca m.in. Parasolek z Cherbourga), we wnętrzach Wersalu, zrealizował filmową wersję komiksu, nadając mu nowy tytuł, pochodzący od imienia tytułowej Róży, Lady Oscar. Główna rola przypadła Catrionie MacColl. Obok niej wystąpili między innymi Barry Stokes i Christina Bohm – jako Maria Antonina. Film był wyświetlany we Francji, Anglii oraz Japonii (po angielsku, z japońskimi napisami), jednak nie odniósł spodziewanego sukcesu. W 1979 r. przy osobistym udziale autorki stworzono serial animowany pod tym samym tytułem. 
W 1986 powstała mangowa kontynuacja Róży Wersalu, Eikou no Napoleon – Eroica. W 1991 roku z kolei Ikeda opublikowała Aż do nieba – historię księcia Poniatowskiego, jedną z pierwszych mang przetłumaczonych na język polski (w tym pierwszą legalnie, wydaną w Polsce w 1996 roku przez Japonica Polonica Fantastica). Ikeda jest też autorką innych mang osadzonych w tym okresie historycznym, m.in. Jotei Ecatherina (1982) o Katarzynie Wielkiej.
Najdłuższym, liczącym w sumie ponad trzy tysiące stron oraz w wielu kręgach uznawanym za najlepsze, dziełem Ikedy jest saga Orpheus-no mado (Okno Orfeusza). Manga zawierająca odwołania do słynnej książki Johna Reeda – Dziesięć dni, które wstrząsnęły światem, z czasów rosyjskiej Rewolucji Październikowej, po raz pierwszy ukazała się 1975 r. w czasopiśmie „Seventeen”. W 1998 autorka nakreśliła również scenariusz do dalszych części tej historii, jednak oprawą graficzną Orpheus-no mado gaiden zajęła się Erika Miyamoto.

## Ocena
Ikeda została opisana jako "mistrzyni historycznych romansów".